# 鹿児島県医師信用組合
鹿児島県医師信用組合（かごしまけんいししんようくみあい）は、鹿児島県鹿児島市に本店を置く信用組合。

## 概要
1959年6月設立。鹿児島県内の医師や医療機関を対象とした職域の信用組合である。このため、鹿児島県一円を事業区域としている。